# San Pedro del Arroyo
San Pedro del Arroyo község Spanyolországban, Ávila tartományban. San Pedro del Arroyo Santo Tomé de Zabarcos, Muñogrande, Albornos, San Juan de la Encinilla, Aveinte és Villaflor községekkel határos. Lakosainak száma 501 fő (2024).

## Népesség
A település népessége az utóbbi években az alábbiak szerint változott:
| Lakosok száma | 510  | 494  | 471  | 521  | 487  | 460  | 441  | 431  | 445  | 501  |
|               | 2001 | 2004 | 2006 | 2009 | 2011 | 2014 | 2016 | 2019 | 2021 | 2024 |